# Lisner Auditorium
Il Lisner Auditorium è una sala da concerti situata nel campus della George Washington University, al 730 21° Street, Northwest, Washington, D.C. Prende il nome da Abram Lisner, un fiduciario dell'Università che donò i soldi per la sua costruzione. Il Lisner, di origine tedesca, aveva posseduto il magazzino del Palais Royale di Washington. È stato progettato da Faulkner e Kingsbury e costruito dalla Charles H. Tompkins Company.
Il finanziamento per il progetto fu concesso anche dalla George Washington Memorial Association e la Dimock Estate. Il lavoro all'Auditorium iniziò nel 1941 e fu completato nel 1943. È servito come il centro della vita teatrale a Washington prima dell'apertura del Kennedy Center..
È ancora utilizzato per spettacoli oggi, ed è la sede di numerose compagnie, tra cui la Washington Concert Opera. L'auditorium può ospitare 1.490 persone.
L'auditorium è stato aggiunto al Registro Nazionale dei Luoghi Storici nel 1990.

## Controversia sulla desegregazione
Il 9 ottobre 1946 il teatro rifiutò l'ingresso di afro-americani, tra cui il Preside della Scuola Medica della Howard University. Ne seguì una campagna di volantinaggio e di boicottaggio. L'Orchestra Sinfonica Nazionale cancellò gli spettacoli. Nel 1947 il Consiglio di Fondazione cambiò politica per ammettere gli afro-americani a eventi sponsorizzati, ma non eliminò del tutto la segregazione fino al 1954.

## Arte
Al di fuori dell'Auditorium c'è la scultura River Horse. Nel 1996 Stephen Joel Trachtenberg presidente della George Washington University presentò questa statua in bronzo di un ippopotamo come un dono per la classe universitaria del 2000. L'auditorium contiene un murale di Augustus Vincent Track e la galleria Dimock si trova in basso a Lisner Lounge.